# Henner Fürtig
Henner Fürtig (* 1953 in Greifswald) ist ein deutscher Historiker und Arabist. Er war von 2009 bis 2018 Professor für Außereuropäische Geschichte mit dem Schwerpunkt Vorderer Orient an der Universität Hamburg und zugleich Direktor des GIGA-Instituts für Nahost-Studien.

## Leben
Henner Fürtig studierte von 1971 bis 1978 Arabistik und Geschichte an der Universität Leipzig. Er promovierte 1983 mit einer Arbeit über Die iranische antimonarchistische Volksrevolution. Am Orientalischen Institut der Universität Leipzig arbeitete er als Assistent (1976–1985) und Oberassistent (1985–1993). Im Jahr 1988 erfolgte seine Promotion B (entspricht einer Habilitation) mit der Schrift Der irakisch-iranische Krieg: historische Ursachen, Verlauf, regionale Auswirkungen – eine Fallstudie über lokale Kriege zwischen Entwicklungsländern.
In Berlin forschte er als Wissenschaftlicher Mitarbeiter (1993–1995) und Projektgruppenleiter (1996–2000) am Zentrum Moderner Orient. Er war wissenschaftlicher Mitarbeiter am Institut für Asien- und Afrikawissenschaften der Humboldt-Universität zu Berlin (2001–2002) und am Deutschen Orient-Institut (2002–2007).
Ab Februar 2007 war er wissenschaftlicher Mitarbeiter bzw. am GIGA – Institut für Nahost-Studien (IMES), zuständig für Ägypten, Arabische Halbinsel, Irak, Iran. Parallel übernahm er eine Tätigkeit als außerplanmäßiger Professor (§ 17 HmbHG) an der Universität Hamburg. Er wurde 2009 auf die Professur für Nahost-Studien bzw. Außereuropäische Geschichte (Schwerpunkt Vorderer Orient) an der Universität Hamburg berufen. Gleichzeitig wurde er Direktor des GIGA-IMES. 2018 folgte seine Emeritierung.

## Schriften (Auswahl)
Monographien
- Saddam Hussein – der neue Saladdin? Irak und der Golfkrieg. Verl.-Anst. Union, Berlin 1991, ISBN 3-372-00405-1.
- Der irakisch-iranische Krieg 1980–1988: Ursachen – Verlauf – Folgen. Verl.-Anst. Union, Berlin 1992, ISBN 3-05-001905-0.
- Demokratie in Saudi-Arabien? Die Āl Saʿūd und die Folgen des zweiten Golfkrieges (= Forschungsschwerpunkt Moderner Orient, Förderungsgesellschaft Wissenschaftliche Neuvorhaben. Arbeitsheft 6). Verlag Das Arabische Buch, Berlin 1995, ISBN 3-86093-076-1.
- Liberalisierung als Herausforderung: wie stabil ist die Islamische Republik Iran? (= Forschungsschwerpunkt Moderner Orient, Förderungsgesellschaft Wissenschaftliche Neuvorhaben. Arbeitsheft 12). Verlag Das Arabische Buch, Berlin 1996, ISBN 3-86093-109-1.
- Islamische Weltauffassung und außenpolitische Konzeptionen der iranischen Staatsführung seit dem Tod Ajatollah Khomeinis (= Zentrum Moderner Orient, Geisteswissenschaftliche Zentren Berlin e. V.. Studie 8). Verlag Das Arabische Buch, Berlin 1998, ISBN 3-86093-183-0.
- Iran's rivalry with Saudi Arabia between the Gulf wars (= Durham Middle East monographs series). Ithaca Press, Reading 2002, ISBN 0-86372-287-3.
- Kleine Geschichte des Irak: von der Gründung 1921 bis zur Gegenwart (= Beck’sche Reihe Bd. 1535). Beck, München 2003, ISBN 3-406-49464-1.
  - Kleine Geschichte des Irak: von der Gründung 1921 bis zur Gegenwart (= Beck’sche Reihe Bd. 1535). 2., aktualisierte Auflage Beck, München 2004, ISBN 3-406-49464-1.
  - Kleine Geschichte des Irak: von der Gründung 1921 bis zur Gegenwart (= Beck’sche Reihe Bd. 1535). 3., aktualisierte Auflage Beck, München 2016, ISBN  978-3-406-68798-3.
- Großmacht Iran: der Gottesstaat wird Global Player. Quadriga, Köln 2016, ISBN 3-86995-090-0.

Herausgeberschaften
- mit Hans-Georg Ebert, Hans-Georg Müller und Günter Barthel: Die Islamische Republik Iran: historische Herkunft – ökonomische Grundlagen – staatsrechtlich Struktur. Akad.-Verl., Berlin 1987, ISBN 3-05-000079-1.
  - mit Hans-Georg Ebert, Hans-Georg Müller und Günter Barthel: Die Islamische Republik Iran: historische Herkunft – ökonomische Grundlagen – staatsrechtlich Struktur (= Kleine Bibliothek. Bd. 412). Pahl-Rugenstein, Köln 1987, ISBN 3-7609-1059-9. (Lizenzausgabe)
- mit Rolf Müller-Syring: Ursachen gewaltförmiger Konflikte in der Golfregion: internationale und zwischenstaatliche Faktoren (= Leipziger Beiträge zur Orientforschung. Bd. 2). Lang, Frankfurt am Main u. a. 1993, ISBN 3-631-46405-3.
- mit Gerhard Höpp: Wessen Geschichte? Muslimische Erfahrungen historischer Zäsuren im 20. Jahrhundert (= Zentrum Moderner Orient, Geisteswissenschaftliche Zentren Berlin e. V.. Arbeitsheft 16). Verl. Das Arab. Buch, Berlin 1998, ISBN 3-86093-194-6.
- Islamische Welt und Globalisierung : Aneignung, Abgrenzung, Gegenentwürfe (= Bibliotheca academica: Sammlung interdisziplinärer Studien. Bd. 10). Ergon, Würzburg 2001, ISBN 3-935556-75-6.
- Abgrenzung und Aneignung in der Globalisierung: Asien, Afrika und Europa seit dem 18. Jahrhundert: ein Arbeitsbericht (= Zentrum Moderner Orient, Geisteswissenschaftliche Zentren Berlin e. V.. Arbeitsheft 19). Verl. Das Arab. Buch, Berlin 2001, ISBN 3-86093-312-4.
- The Arab authoritarian regime between reform and persistence. Cambridge Scholars Publ., Newcastle 2007, ISBN 1-84718-216-X.
- mit Anke Bentzin, Thomas Krüppner und Riem Spielhaus: Zwischen Orient und Okzident: Studien zu Mobilität von Wissen, Konzepten und Praktiken, Festschrift für Peter Heine. Herder, Freiburg im Breisgau u. a. 2010, ISBN 978-3-451-30296-1.
- Naher Osten : Nachbarregion im Wandel (= Informationen zur politischen Bildung Bd. 317). Bundeszentrale für Polit. Bildung, Bonn 2013.
- Regional powers in the Middle East: new constellations after the Arab revolts (= The modern Muslim world). Palgrave Macmillan, New York 2014, ISBN 978-1-137-48474-1.